# Liste der Monuments historiques in Boissy-sous-Saint-Yon
Die Liste der Monuments historiques in Boissy-sous-Saint-Yon führt die Monuments historiques in der französischen Gemeinde Boissy-sous-Saint-Yon auf.

## Liste der Bauwerke
| Bezeichnung             | Beschreibung | Standort               | Kennzeichnung | Schutzstatus | Datum | Bild           |
| ----------------------- | ------------ | ---------------------- | ------------- | ------------ | ----- | -------------- |
| Domaine des Tourelles   |              | Rue Courtanesse (Lage) | PA00087821    | Inscrit      | 1977  |                |
| Kirche St-Thomas-Becket |              | (Lage)                 | PA00087822    | Classé       | 2015  | weitere Bilder |

## Liste der Objekte
- Monuments historiques (Objekte) in Boissy-sous-Saint-Yon in der Base Palissy des französischen Kultusministeriums